# Pothyne tenuevittata
Pothyne tenuevittata là một loài bọ cánh cứng trong họ Cerambycidae.